# 김민정 (배드민턴 선수)
김민정(1986년 7월 29일~)은 대한민국의 배드민턴 선수이다. 2010년 광저우 아시안 게임에 참가해 동메달을 획득했다.